# Ludwika Konieczna-Nowak
Ludwika Maria Konieczna-Nowak (ur. 31 maja 1980) – polska teoretyczka muzyki, muzykoterapeutka, prorektorka Akademii Muzycznej im. Karola Szymanowskiego w Katowicach.

## Życiorys
Ludwika Konieczna-Nowak w 2005 uzyskała tytuł magistra w zakresie teorii muzyki na Akademii Muzycznej im. Karola Szymanowskiego w Katowicach. Ukończyła także studia podyplomowe z zakresu muzykoterapii na Akademii Muzycznej we Wrocławiu. Kształciła się również w School of Music University of Louisville. W 2012 doktoryzowała się pod kierunkiem Barbary Kamińskiej na Uniwersytecie Muzycznym Fryderyka Chopina w Warszawie w dziedzinie nauk humanistycznych, dyscyplina nauki o sztuce. W 2019 na Akademii Muzycznej w Katowicach otrzymała stopień doktorki habilitowanej sztuki w dyscyplinie sztuki muzyczne, przedstawiwszy osiągnięcie naukowe Muzykoterapia. Sztuka – nauka – człowiek.
Od 2003 związana zawodowo z Akademią Muzyczną im. Karola Szymanowskiego w Katowicach. Kierowniczka tamtejszej Katedry Muzykoterapii. Prorektorka w kadencji 2024–2028. Pracuje także jako muzykoterapeutka w placówkach opiekuńczo-wychowawczych.
Wiceprezeska Polskiego Stowarzyszenia Muzykoterapeutów. Do 2018 była redaktorką naczelną „Polskiego Pisma Muzykoterapeutycznego”.
Jej zainteresowania obejmują takie zagadnienia jak: muzykoterapia dzieci i młodzieży z doświadczeniami traumy oraz relacje między obszarami estetyki i terapii.

## Publikacje książkowe
Monografie:
- Ludwika Konieczna-Nowak, Wprowadzenie do muzykoterapii, Kraków : Oficyna Wydawnicza Impuls, 2013.
- Katarzyna Krasoń, Ludwika Konieczna-Nowak, Sztuka, terapia, poznanie. W stronę podejścia indywidualizującego w badaniach muzykoterapeutycznych, Warszawa : Wydawnictwo Naukowe PWN, 2016.
- Ludwika Konieczna-Nowak (red.), Music Therapy and Emotional Expression. A Kaleidoscope of Perspectives, Katowice : Wydawnictwo Akademii Muzyczne im. Karola Szymanowskiego w Katowicach, 2016.
- Ludwika Konieczna-Nowak, Muzykoterapia. Sztuka – nauka – człowiek, Katowice : Wydawnictwo Akademii Muzycznej im. Karola Szymanowskiego w Katowicach, 2018.
- Łucja Bieleninik(inne języki), Ludwika Konieczna-Nowak (red.), Muzykoterapia dzieci przedwcześnie urodzonych i ich rodzin. Teoria i praktyka, Warszawa : Wydawnictwo Naukowe Scholar, 2020.